# ATP Challenger Fresno
Der ATP Challenger Fresno (offiziell: Regional Hand Center of Central California) war ein Tennisturnier, das zwischen 2002 und 2003 in Fresno, Kalifornien, stattfand. Es gehörte zur ATP Challenger Tour und wurde im Freien auf Hartplatz gespielt.

## Liste der Sieger

### Einzel
| Jahr | Sieger       | Finalgegner      | Ergebnis       |
| ---- | ------------ | ---------------- | -------------- |
| 2003 | Alex Kim     | Jeff Morrison    | 7:5, 7:66      |
| 2002 | Scott Draper | Justin Gimelstob | 6:1, 6:75, 6:1 |

### Doppel
| Jahr | Sieger                            | Finalgegner                   | Ergebnis      |
| ---- | --------------------------------- | ----------------------------- | ------------- |
| 2003 | Diego Ayala Travis Parrott        | Paul Goldstein Jeff Morrison  | 7:5, 4:6, 6:3 |
| 2002 | Huntley Montgomery Tripp Phillips | Ignacio Hirigoyen Daniel Melo | 6:4, 6:3      |